# Beyẕeh Tak
Beyẕeh Tak (persiska: بیضه تک) är en ort i Iran.   Den ligger i provinsen Khuzestan, i den centrala delen av landet, 400 km söder om huvudstaden Teheran. Beyẕeh Tak ligger 947 meter över havet och antalet invånare är 421.
Terrängen runt Beyẕeh Tak är varierad. Runt Beyẕeh Tak är det ganska tätbefolkat, med 56 invånare per kvadratkilometer. Närmaste större samhälle är Khong Ezhdehā, 7,3 km öster om Beyẕeh Tak. Omgivningarna runt Beyẕeh Tak är i huvudsak ett öppet busklandskap.